# San Isidro, Matamoros
San Isidro är en ort i Mexiko.   Den ligger i kommunen Matamoros och delstaten Coahuila, i den centrala delen av landet, 800 km nordväst om huvudstaden Mexico City. San Isidro ligger 1 124 meter över havet och antalet invånare är 176.
Terrängen runt San Isidro är platt åt nordost, men åt sydväst är den kuperad. Runt San Isidro är det mycket glesbefolkat, med 3 invånare per kvadratkilometer. Närmaste större samhälle är Matamoros, 12,6 km norr om San Isidro. Omgivningarna runt San Isidro är i huvudsak ett öppet busklandskap.